# L'uomo dai capelli a zero
L'uomo dai capelli a zero (De Man die zijn haar kort liet knippen) è un film del 1965 diretto da André Delvaux.

## Trama
Giovane e irrequieto, Gevert Miereveld è un avvocato di una piccola cittadina delle Fiandre. Qui si innamora di Fran, una donna estremamente affascinante a cui non trova il coraggio di rivelarsi. Tempo dopo, nominato cancelliere del tribunale, ritrova Fran: la donna è divenuta una celebre attrice che fa una vita priva di inibizioni, tutta dedita al piacere. Gevert, già preda di scompensi psichici, è sconvolto nell'apprendere la cosa. Perde così ogni freno e uccide Fran. Viene internato in una clinica e lì vede la donna morta apparire al telegiornale. Gevert si perde in paranoiche congetture: Fran è morta? L'ha uccisa veramente oppure è viva?